# Selección de fútbol sub-21 de Colombia
La Selección de fútbol Sub-21 de Colombia, es el representativo del país en las competencias oficiales de fútbol de su categoría. Su organización está a cargo de la Federación Colombiana de Fútbol, la cual es miembro de la CONMEBOL.
Ha participado en el prestigioso Torneo Esperanzas de Toulon donde obtuvo 3 títulos de campeón, a nivel continental ha representado a Colombia con éxito en los Juegos Centroamericanos y del Caribe donde obtuvo la medalla de oro en 2006, 2018 ambos torneos celebrados en propio suelo, teniendo como goleador Julián Andrés Quiñones con cuatro anotaciones en la última edición.

## Historia
La primera aparición de la Selección Sub-21 documentada se remonta al Torneo Esperanzas de Toulon de 1981 donde el equipo dirigido por Eduardo Retat enfrentaría a selecciones de España, Francia, Checoslovaquia y Portugal, en este certamen se lograrían sendos empates con Españoles y Portugueses.  en 1996 con Javier Álvarez regresaría a Toulon logrando una mejor performance derrotando a Rusia, Países Bajos y Argentina.
En 1998 con ocasión de los Juegos Centroamericanos y del Caribe de Maracaibo se reglamenta por primera vez el torneo de futbol para la categoría Sub-21 Colombia llegaría a cuartos de final donde caería contra México. en Torneo Esperanzas de Toulon de 1999 con un equipo que incluía a Tressor Moreno y Johnnier Montaño como figuras Colombia lograría por primera vez el título de campeón derrotando a Argentina en el partido decisivo, en la siguiente edición conseguiría el Bicampeonato derrotando esta vez a Portugal en la Final.
Con la base de la selección Colombia sub-20 que ganó el título del Sudamericano de 2005 lograría recuperar después de 60 años (en 2006) la medalla de oro en los XX Juegos Centroamericanos y del Caribe derrotando a Venezuela en la final, dirigidos por Eduardo Lara la nomina incluía a Carlos Abella, Camilo Zúñiga, Mauricio Casierra, Edwin Valencia, Fredy Guarín, Cristian Marrugo, Sebastián Hernández, Harrison Otálvaro, Oscar Briceño y Dayro Moreno. También estuvieron otros buenos jugadores como: David Ospina, Jairo Suárez, Juan Pablo Pino, Armando Carrillo, Jackson Martínez y Carlos Darwin Quintero, Juan Pablo Pino fue el goleador del torneo con cinco anotaciones. el título se reconquistaría recientemente en los Juegos Centroamericanos y del Caribe de 2018 aunque en este certamen se convocaron 17 jugadores sub-21 y tres refuerzos mayores. Debutan ante Costa Rica donde ganan por la mínima con gol de Christian Mina, en su segundo partido empatan con Honduras con gol de Leonardo Fabio Castro uno de los tres mayores, en su último partido de la fase de grupos golean 5 por 1 a Trinidad y Tobago con goles de Juan Palma, Luis Fernando Sandoval, Ivan Rojas y doblete de Julián Andrés Quiñones. En la semifinal derrota 3-1 a Haití con un nuevo doblete de Julián Andrés Quiñones y otro gol de Luis Fernando Sandoval. La final la ganan 2-1 a Venezuela con un golazo de tiro libre Leonardo Fabio Castro y un autogol para así conseguir la tercera medalla de oro en la historia de Colombia, el goleador de la competición fue el colombiano Julián Andrés Quiñones con cuatro goles

## Últimos partidos y próximos encuentros
|  | Fecha               | Escenario                | Lugar        | Local    | Resultado | Visitante         | Competición                                 |
|  | ------------------- | ------------------------ | ------------ | -------- | --------- | ----------------- | ------------------------------------------- |
|  | 20 de julio de 2018 | Estadio Romelio Martínez | Barranquilla | Colombia | 1:0 (0:0) | Costa Rica        | Fase de grupos Centroamerianos y del Caribe |
|  | 22 de julio de 2018 | Estadio Romelio Martínez | Barranquilla | Colombia | 1:1 (0:1) | Honduras          | Fase de grupos Centroamerianos y del Caribe |
|  | 24 de julio de 2018 | Estadio Romelio Martínez | Barranquilla | Colombia | 5:1 (1:0) | Trinidad y Tobago | Fase de grupos Centroamerianos y del Caribe |
|  | 28 de julio de 2018 | Estadio Romelio Martínez | Barranquilla | Colombia | 3:1 (0:1) | Haití             | Semifinal Centroamerianos y del Caribe      |
|  | 31 de julio de 2018 | Estadio Romelio Martínez | Barranquilla | Colombia | 2:1 (2:1) | Venezuela         | Final Centroamerianos y del Caribe          |

## Jugadores

### Última convocatoria
23 Jugadores convocados para disputar el Juegos Centroamericanos y del Caribe de 2018, que se realizará en  Colombia entre el 19 de julio y el 3 de agosto de 2018.

Actualizado el 1 de agosto de 2018.
|    | Nombre                      | Posición         | Edad    | PJ | Goles | Club Pro.              |
| -- | --------------------------- | ---------------- | ------- | -- | ----- | ---------------------- |
| 1  | Manuel Arias                | Portero          | 27 años | 3  | 0     | Cortuluá               |
| 12 | Kevin Leonardo Mier         | Portero          | 24 años | 2  | 0     | Atlético Nacional      |
| 2  | Breiner Paz                 | Lateral derecho  | 27 años | 1  | 0     | Millonarios            |
| 3  | Andrés Felipe Reyes Ambuila | Defensa          | 25 años | 4  | 0     | Atlético Nacional      |
| 4  | Juan Sebastián Palma        | Defensa          | 25 años | 5  | 1     | Once Caldas            |
| 14 | Hayen Palacios              | Defensa          | 25 años | 3  | 0     | Envigado               |
| 15 | Leyser Chaverra             | Defensa          | 27 años | 4  | 0     | Deportes Quindío       |
| 16 | Neider Barona Solís         | Defensa          | 27 años | 4  | 0     | La Equidad             |
| 5  | Larry Vásquez               | Centrocampista   | 32 años | 5  | 0     | América de Cali        |
| 6  | Iván Rojas                  | Volante de marca | 27 años | 5  | 1     | Envigado FC            |
| 8  | Yéiler Góez                 | Centrocampista   | 25 años | 3  | 0     | Atlético Nacional      |
| 10 | Yeison Tolosa               | Centrocampista   | 25 años | 4  | 0     | Deportivo Cali         |
| 13 | Brayan Emanuel Vera Ramírez | Centrocampista   | 26 años | 1  | 0     | Itagüí Leones          |
| 17 | Michael López Martínez      | Volante ofensivo | 28 años | 4  | 0     | Envigado FC            |
| 18 | José Enamorado              | Volante mixto    | 26 años | 4  | 0     | Independiente Santa Fe |
| 20 | Gustavo Adolfo Carvajal     | Centrocampista   | 24 años | 1  | 0     | América de Cali        |
| 7  | Julián Andrés Quiñones      | Centro Delantero | 27 años | 5  | 4     | Lobos BUAP             |
| 9  | Leonardo Fabio Castro       | Centro Delantero | 32 años | 3  | 2     | Independiente Medellín |
| 11 | Christian Mina              | Delantero        | 27 años | 5  | 1     | Deportes Quindío       |
| 19 | Luis Fernando Sandoval      | Delantero        | 25 años | 5  | 2     | Júnior                 |
| DT | Arturo Reyes                | Entrenador       |         |    |       |                        |

- Jugador que se encuentra en fase de recuperación por algún tipo de lesión.
- Jugador capitán en el último partido oficial de la Selección Colombia.
- Los jugadores tienen que haber nacido a partir del 1 de enero de 1997.

## Lista de entrenadores
| Nac.                | Nombre               | Desde | Hasta |
| ------------------- | -------------------- | ----- | ----- |
| Bandera de Colombia | Arturo Reyes Montero | 2018  | 2021  |

## Estadísticas

### Juegos Centroamericanos y del Caribe
| Año               | Ronda                         | Posición                      | PJ                            | PG                            | PE                            | PP                            | GF                            | GC                            | Dif                           |                               |
| ----------------- | ----------------------------- | ----------------------------- | ----------------------------- | ----------------------------- | ----------------------------- | ----------------------------- | ----------------------------- | ----------------------------- | ----------------------------- | ----------------------------- |
| Ponce 1993        | Primera fase                  | 6°                            | 4                             | 1                             | 2                             | 1                             | 8                             | 6                             | 2                             |                               |
| Maracaibo 1998    | Cuartos de final              | 6°                            | 4                             | 1                             | 0                             | 3                             | 5                             | 9                             | -4                            |                               |
| San Salvador 2002 | Primera fase                  | 9°                            | 2                             | 1                             | 0                             | 1                             | 1                             | 1                             | 0                             |                               |
| Cartagena 2006    | Medalla de oro                | 1°                            | 5                             | 5                             | 0                             | 0                             | 18                            | 2                             | 16                            |                               |
| Mayagüez 2010     | No hubo competición de fútbol | No hubo competición de fútbol | No hubo competición de fútbol | No hubo competición de fútbol | No hubo competición de fútbol | No hubo competición de fútbol | No hubo competición de fútbol | No hubo competición de fútbol | No hubo competición de fútbol | No hubo competición de fútbol |
| Veracruz 2014     | Sin participación             | Sin participación             | Sin participación             | Sin participación             | Sin participación             | Sin participación             | Sin participación             | Sin participación             | Sin participación             | Sin participación             |
| Barranquilla 2018 | Medalla de oro                | 1º                            | 5                             | 4                             | 1                             | 0                             | 12                            | 4                             | 8                             |                               |
| Total             | 2/5                           | 1°                            | 20                            | 12                            | 3                             | 5                             | 44                            | 22                            | 22                            |                               |

## Palmarés

### Torneos oficiales
| Competición                          | Campeón        | Subcampeón | Tercer lugar | Cuarto lugar |
| ------------------------------------ | -------------- | ---------- | ------------ | ------------ |
| Juegos Centroamericanos y del Caribe | 2 (2006, 2018) |            |              |              |

### Torneos amistosos
- Torneo Esperanzas de Toulon Sub-21 (Francia) (3): 1999, 2000, 2011.